# Indigofera superba
Indigofera superba är en ärtväxtart som beskrevs av Charles Howard Stirton. Indigofera superba ingår i släktet indigosläktet, och familjen ärtväxter. Inga underarter finns listade i Catalogue of Life.